# Крум Велков
Крум Делчев Велков е български писател и активен член на Българската комунистическа партия.

## Биография
Крум Велков е роден на 16 декември 1902 г. в Перник. Изключен като ученик от Шуменската гимназия за левичарска дейност, той става работник. Огняр, шлосер и машинист по професия, Велков организира стачки и участва в Септемврийското въстание. След разгрома на въстанието изпълнява важни партийни поръчения. През 1930 г. заедно с Петър Пергелов организират нелегална печатница № 1 на ЦК на БКП, в която се печата „Работнически вестник“, чийто последен брой е от юни 1935 г. В печатницата е печатан и в. „Червено знаме“, орган на ЦК на БКМС, издавани са много позиви и други партийни материали.
През войната е арестуван от полицията за подривна дейност, той е интерниран като комунист в концлагера „Еникьой“. След преврата на 9-ти септември 1944 година е кмет на гара Белово, по-късно – отговорен секретар на Славянския комитет в България.
Член е на БКП и на Съюза на българските писатели. Писателят умира в Белово на 18 април 1960 г.

## Творчество
Главната тема, с която той влиза и остава в българската литература, е Септемврийското въстание. На него са посветени първите разкази на писателя „Мъка“ и „Смях“, печатани под псевдонима Кешиш Първан през 1924 г. в редактираното от Георги Бакалов списание „Нов път“.
8 години по-късно Крум Велков отново се връща към септемврийската тема, този път с романа „Село Борово“ - реалистична картина на класовите стълкновения в България през 1920-те години и на Септемврийското въстание от 1923 г. По собственото му признание той е написал романа за около 20-ина дни в софийска мансарда. „Село Борово“ е сред най-значителните творчески постижения на пролетарския литературен фронт през 1930-те години в областта на белетристиката.
В романа „Животът на Петър Дашев“, написан през 1938 г., а издаден едва през 1946 г., писателят отново се връща към събитията в България по време на Първата световна война и след нея.
През 1942 г. излиза от печат историческият му роман „Водител“, посветен на Въстанието на Ивайло. През 1945 г. излиза 2-ро издание на романа, през 1956 г. – 3-то, а през 1966 г. издателство „Български писател“ пуска в един том „Село Борово“ и „Водител“.
През 1977 г. издателството на БЗНС отпечатва 5-о издание на „Водител“, посветено на 700-годишнината от въстанието на Ивайло. 6-о издание на романа излиза в междуиздателската поредица „Българска историческа проза“, посветена на 1300-годишнината от създаването на българската държава.

През 1950 г. Крум Велков е удостоен за романа си „Село Борово“ с Димитровска награда. Много по-късно сам обяснява успеха на романа си така: 
| „ | „Пред мене стояха събитията, аз топях перото си в обилно проляната народна кръв. И затова, мисля, народът чете и обича тази книга.“ | “ |

Последният роман „Жезълът“ на Крум Велков остава незавършен.

## Почит
На негово име са наречени професионалната гимназия по механоелектротехника в Пазарджик и улица в Перник.